# إجهاد الأقلية
إجهاد الأقليات هو الضغط النفسي الذي تختبره الأقليات الاجتماعية حين تخضع لأشكال متنوعة من التمييز، مثل التعرض للتهميش من المجتمع الواسع أو مواجهة المضايقات أو الاضطرار الى تقبل الانحياز ضدهم.
يشير مفهوم إجهاد الأقليات في علم النفس، الى مستويات عالية من التوتر يواجه أعضاء الأقليات الموصومة.  قد يكون سببه عدد من العوامل، بما في ذلك ضعف الدعم الاجتماعي والوضع الاجتماعي والاقتصادي المنخفض ؛ الأسباب المفهومة جيدًا لإجهاد الأقليات هي التحامل على الأشخاص والتمييز ضدهم. وقد أظهرت العديد من الدراسات العلمية أنه عندما يعاني أفراد الأقليات درجة عالية من التمييز، يمكن أن يتسبب هذا في استجابات للتوتر (مثل ارتفاع ضغط الدم والقلق) تتراكم بمرور الوقت، مما يؤدي في النهاية إلى ضعف الصحة العقلية والجسدية. تلخص نظرية إجهاد الأقليات هذه الدراسات العلمية لشرح كيف تؤدي المواقف الاجتماعية الصعبة إلى الإجهاد المزمن وضعف الصحة بين أفراد الأقليات.
يرتبط إجهاد الأقليات بالعنصرية وبخطاب الكراهية، حيث أن استمرار اليقظة المتزايدة لدى الأفراد المتحامل عليهم من خلال هذا الخطاب والاستعداد العقلي الدائم للتعامل معه، أو التحيز الصريح أو الاعتداءات الصغرى تترجم إلى مستوى مرتفع ومزمن من التوتر، وهو ما يسمى بـــ: إجهاد الأقلية، والذي يمكن أن يؤدي إلى نتائج صحية ضارة، مثل الاكتئاب أو القلق.
قد يعاني الجيل الأول من أبناء المهاجرين من اجهاد الأقليات، نتيجة تعرضهم الدائم للتحيز والعنصرية.